# Бесеж
Бесеж (фр. Bessèges) насеље је и општина у јужној Француској у региону Лангдок-Русијон, у департману Гар која припада префектури Алес.
По подацима из 2008. године у општини је живело 3233 становника, а густина насељености је износила 310 становника/km². Општина се простире на површини од 10,32 km². Налази се на средњој надморској висини од 170 метара (максималној 492 m, а минималној 146 m).

## Демографија
| 1962. | 1968. | 1975. | 1982. | 1990. | 1999. | 2008. | 2011. |
| ----- | ----- | ----- | ----- | ----- | ----- | ----- | ----- |
| 5.724 | 6.121 | 5.255 | 4.352 | 3.635 | 3.137 | 3.233 | 3.042 |

График промене броја становника у току последњих година